# Claude Cahun
Pour les articles homonymes, voir Cahun.
Cet article possède un paronyme, voir Claude Cahen.
Claude Cahun, pseudonyme de Lucy Schwob, née le 25 octobre 1894 à Nantes et morte le 8 décembre 1954 à Saint-Hélier (Jersey), est une personnalité artistique française, écrivaine, plasticienne et photographe.
Sa vie est étroitement liée à celle de Suzanne Malherbe (Marcel Moore), autre artiste d'origine nantaise, sa compagne.
En lien avec le mouvement surréaliste, Claude Cahun s'engage aussi dans la vie politique de l'entre-deux-guerres puis dans la Résistance pendant l'occupation allemande de Jersey.
Son œuvre se compose de nombreux livres, articles, photographies, en large partie autobiographiques, et publiés sous divers noms.
Cahun se réclame de genre neutre dès 1930 et milite dans les milieux gays et lesbiens.

## Biographie

### Origines et enfance
Lucy Schwob naît le 25 octobre 1894 à Nantes. Son père est Maurice Schwob, propriétaire, directeur et rédacteur du journal républicain de Nantes Le Phare de la Loire, acheté en 1876 par son grand-père George Schwob. Malgré l'aisance matérielle de sa famille, sa petite enfance est malheureuse en raison de l'état de santé de sa mère, Marie-Antoinette Courbebaisse, qui sombre dans la démence.
L'écrivain Marcel Schwob est son oncle et l'écrivain Léon Cahun son grand-oncle,.
Schwob est élève au lycée de jeunes filles de Nantes. Durant les années 1905-1906 et 1906-1907, certaines condisciples la persécutent en raison de sa judéité. Ces persécutions sont exacerbées parce que c'est l'époque où se discute la question de la réhabilitation d'Alfred Dreyfus. Dans l'ensemble, l'enfant ne fait pas état de cette situation dans sa famille. En 1907, on l'attache à un arbre avant de commencer une lapidation, vite interrompue par les surveillants. Lors de la distribution des prix, l'hostilité de la salle apparaît à Maurice Schwob, qui décide de retirer son enfant du lycée. En 1907-1908, Schwob rejoint une institution anglaise dans le Kent, à la Parson's Mead School à Ashtead,. En 1908-1909, Schwob est de nouveau au lycée de Nantes, mais ne suit qu'une partie des cours.

### Les années 1909-1918
C'est durant cette année scolaire 1908-1909 que Schwob commence à avoir des sentiments amoureux pour Suzanne Malherbe. Les deux se connaissent depuis une dizaine d'années, puisque les Malherbe sont des amis des Schwob. Leur relation est clandestine jusqu'en 1917. Cette année-là, les deux deviennent « sœurs par alliance » lorsque Maurice Schwob, divorcé de Marie-Antoinette, se remarie avec la mère de Suzanne, Marie Rondet, veuve depuis 1915. Dès lors, Malherbe et Schwob vivent ensemble dans un appartement dans l'immeuble du Phare de la Loire, place du Commerce. Malherbe est alors inscrite à l'École des beaux-arts de Nantes (de 1915 à 1918).
En 1914, le Mercure de France publie ses premiers textes sous le pseudonyme de Claude Courlis puis de Claude Cahun (vers 1917), reprenant le nom de sa grand-mère paternelle, Mathilde Cahun. Ce nouveau nom participe de sa volonté de brouiller son identité de genre (Claude remplaçant Lucy comme Marcel remplace, parfois, Suzanne, pour Malherbe) tout en affirmant ses origines juives, en lignée paternelle (Cahun remplaçant Schwob). Cahun publie aussi des textes dans Le Phare de la Loire, illustrés par Suzanne Malherbe, sous le nom de Moore.
En 1918, Claude Cahun part à Paris pour des études de Lettres et Suzanne Malherbe la rejoint un peu plus tard. Suzanne Malherbe, peintre, graveuse et collagiste, a choisi le nom d'artiste de (Marcel) Moore et est la compagne de Claude Cahun, jusqu'à sa mort.

### Paris (1918-1937)
Claude Cahun s'installe définitivement à Paris à partir de 1922 avec Marcel ; les deux vivent au 70, bis rue Notre-Dame-des-Champs dans le quartier de Montparnasse.
En 1925, Cahun publie Les Héroïnes dans la revue Mercure de France, textes sur Ève, Dalila, Judith, Sapneho…
En 1928, Cahun rejoint le groupe théâtral Le Plateau, animé par Pierre Albert-Birot et y effectue des mises en scène baroques. Cahun y rencontre Henri Michaux, Pierre Morhange et Robert Desnos. En 1929, Cahun joue dans la pièce de théâtre Barbe-Bleue de Pierre Albert-Birot. Cahun entreprend la traduction d'une étude de psychologie sociale du « médecin-philosophe-poète » Havelock Ellis (Mercure de France). Cahun collabore à la revue Bifur qui publie une de ses photographies et se lie d'amitié avec l'écrivain Georges Ribemont-Dessaignes.
En 1930, Cahun publie Aveux non avenus (Éditions du Carrefour), texte autobiographique illustré de photomontages, avec le soutien de la libraire Adrienne Monnier.

« Je sens comme si je les voyais, mes cuisses maigrir d'une sueur de fièvre, douche parfois brûlante, parfois glacée, toujours inattendue. Mes genoux vidés, les os dissous, vêtu d'un parchemin lucide, se gonflent, flottantes vessies de porc. Mon cœur alenti sonne un glas funèbre, puis bat bruyamment comme un tocsin. Il devient mobile, se promène dans mon ventre, y éclate en coliques profondes. À chaque secousse, une conscience tombe, pulvérisée. Peu à peu, je m'allège. Bref répit ! Mon cœur se gonfle outrageusement et s'emplit d'hydrogène. Gros ballon rouge et bleu, il monte au bout d'un fil.
À l'autre bout, c'est une guêpe enfermée, qui frappe à coups venimeux aux parois de ma poitrine. Si je l'aidais à sortir ? Et mes ongles sans hésiter pratiqueraient un jour qui guide l'échappée de ce cœur s'il ne faisait dehors désespérément noir.
Ô nocturne sans issue qui se joue dans les cercles de la nuit musicale, infernal serpent qui s'est décapité en avalant sa queue, bracelet aux sept chaînes hermétiques…. »

En 1932, Malherbe et Cahun adhèrent à l'Association des écrivains et artistes révolutionnaires (AEAR). Claude Cahun rencontre André Breton et René Crevel et fréquente le groupe surréaliste. Elle est aussi liée au « groupe Brunet » fondé par Jean Legrand.
En 1934, Cahun fait paraître un tract Les paris sont ouverts aux éditions José Corti, qui dénonce la position de Louis Aragon, lequel vient de quitter le mouvement surréaliste pour se fondre dans la doctrine du Parti communiste français,. En 1935, aux côtés d'André Breton et de Georges Bataille, Cahun participe au groupe (éphémère) Contre Attaque.
En 1936, Cahun expose à la première Exposition surréaliste d'objets (Galerie Charles Ratton à Paris, du 22 au 29 mai) et, à Londres, à l'International Surrealist Exhibition (New Burlington Galleries). En juillet 1937, Cahun illustre de vingt photographies le poème de Lise Deharme Le Cœur de pic (José Corti),.

### Jersey (1937-1954)

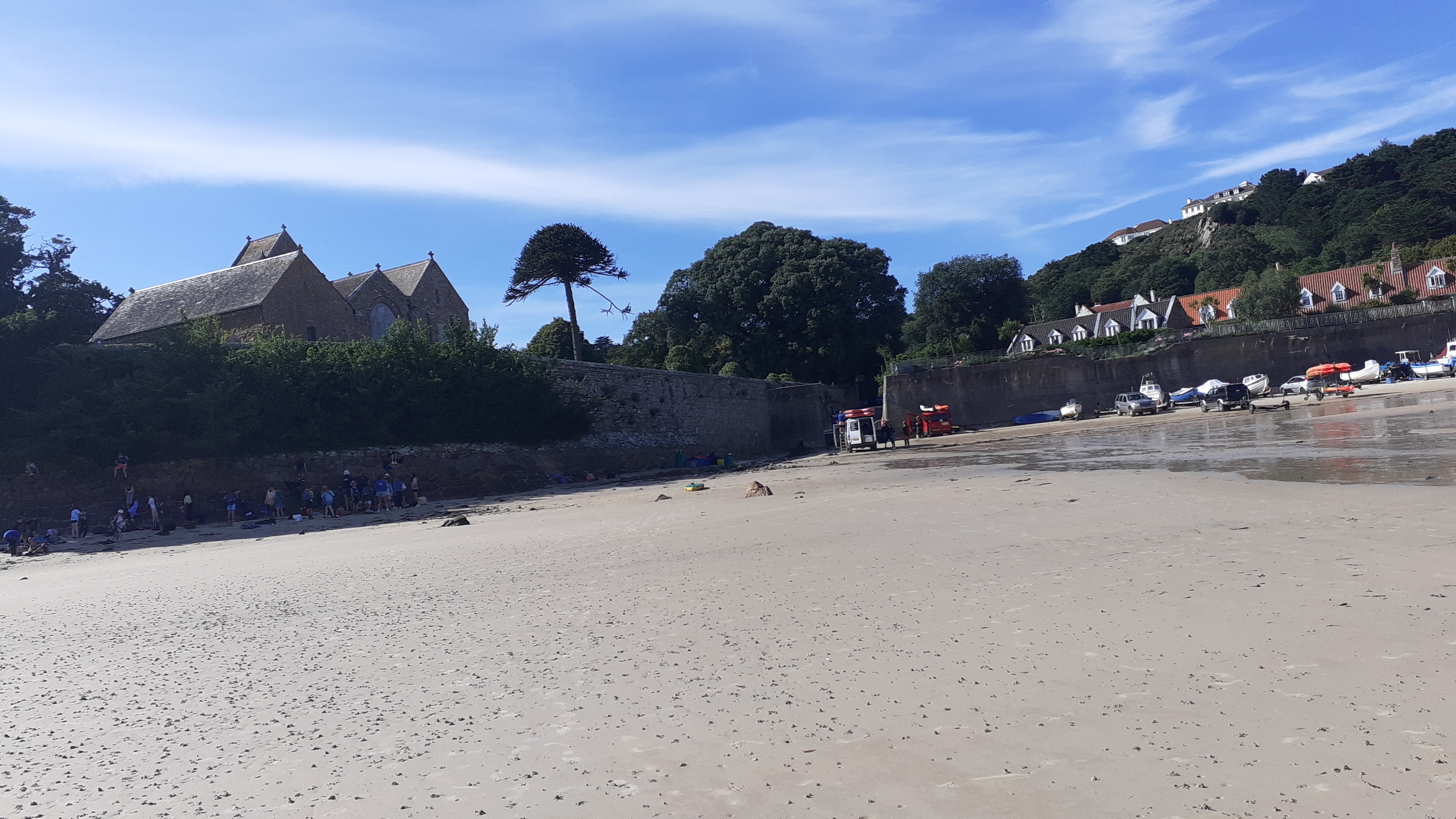
Emplacement de la maison et de l'église St Brélade, donnant sur la plage, Jersey.

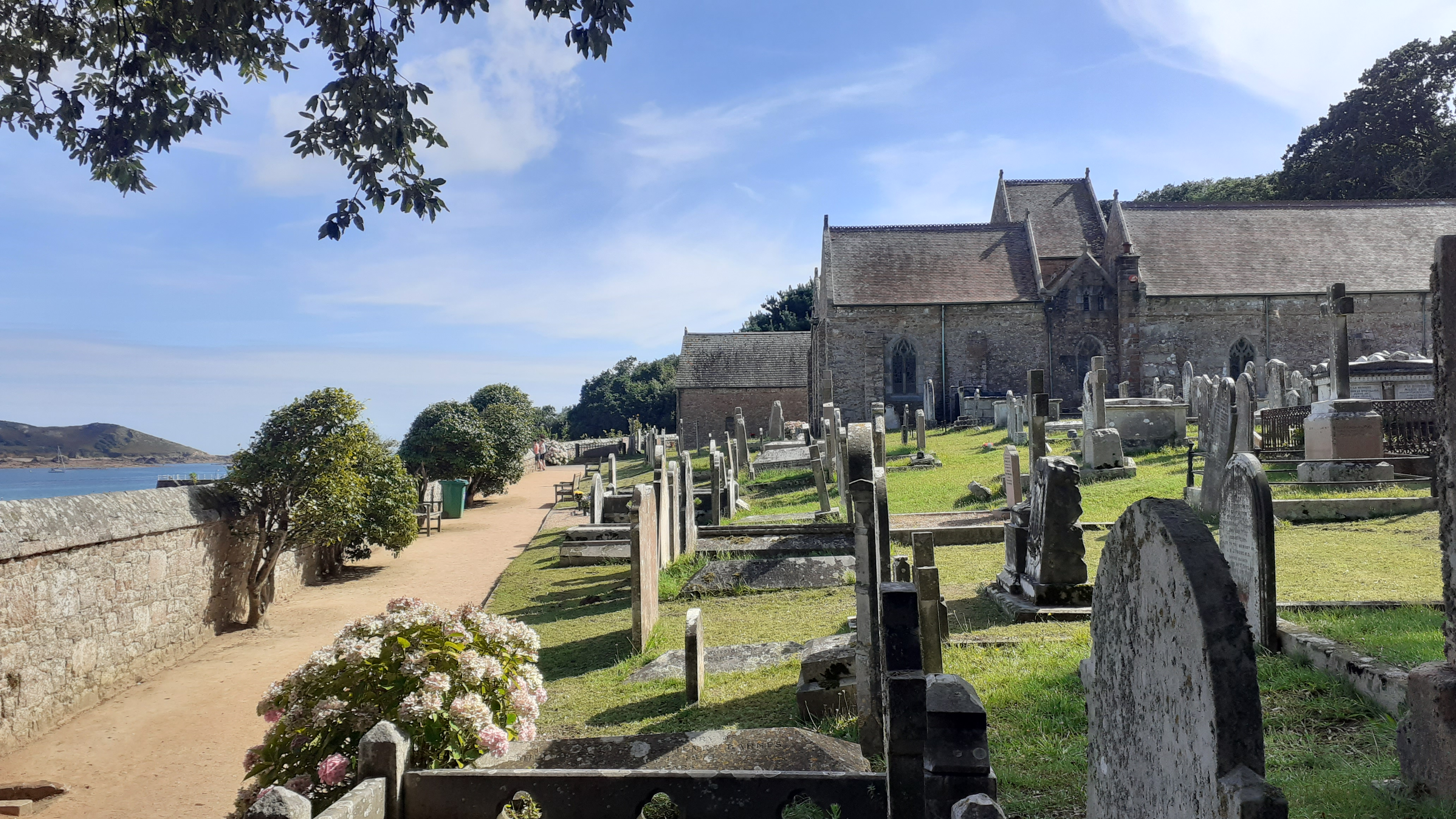
Église de St Brélade, Jersey.

En juillet 1937, Claude Cahun et Marcel Moore achètent une ferme à Jersey, La Rocquaise, donnant sur la plage près de l'Eglise St Brélade, et s'y installent en mai 1938.
Entre 1940 et 1945, Jersey est occupée par les Allemands. Les deux artistes participent à la Résistance en rédigeant et en diffusant des tracts en allemand à destination des soldats de la Wehrmacht, signés Le soldat sans nom. Cahun et Moore profitent en particulier des cérémonies de funérailles militaires, le cimetière utilisé par les Allemands étant situé près de leur maison. Leur identification comme étant à l'origine de ces tracts n'arrive que tardivement, après un premier interrogatoire en mars 1943. Leur arrestation a lieu le 25 juillet 1944 et est suivie d'une condamnation à mort le 16 novembre. Leur peine est commuée en février 1945, à une époque où la France est presque totalement libérée, tandis que les îles anglo-normandes restent occupées, Jersey jusqu'au 9 mai 1945. Cahun et Moore ne sont libérées qu'à ce moment et retrouvent leur demeure pillée.
Pendant toute la guerre, Claude Cahun a tenu un carnet de note, le scrap-book.
Affectée par les années de guerre, la santé de Claude Cahun se dégrade. 
Cahun réalise, de 1949 à 1953 une série de photos intitulée Le chemin des chats, à La Rocquaise, ou sur le Mur de l'Atlantique construit par les Allemands le long de la plage St Brélade, toujours visible. 
Au cours de l'année 1953, Cahun tente de renouer des liens avec ses amis surréalistes (André Breton, Meret Oppenheim, Benjamin Péret, Toyen), pense à s'installer à Paris, y cherche un logement, mais rentre finalement à Jersey pour y mourir quelques mois plus tard, le 8 décembre 1954 à Saint-Hélier.
Claude Cahun et Marcel Moore reposent dans une tombe commune, située dans le cimetière de l'église Saint Brélade, près de leur ancienne maison.
Leurs archives personnelles ont été conservées et sont consultables aux Archives de Jersey.

## Son œuvre

### Présentation de l'œuvre
Très intimiste, poétique et largement autobiographique, son œuvre, en particulier photographique, est très personnelle et échappe aux tentatives de classification ou de rapprochement.
Son appartenance au mouvement surréaliste est dépassée par une inspiration très baudelairienne et la quête d'un mythe personnel. Cahun ne cherche ni à provoquer, ni à « faire spectaculaire ». C'est le soi-même qui est recherché, dans un jeu de miroirs et de métamorphoses permanent, entre fascination et répulsion dans une œuvre en grande partie composée d'autoportraits. De son goût pour le théâtre, une véritable passion de la mise en scène se tire, de l'artiste comme des objets. Ainsi, on remarque l'usage de déguisements, de maquillage, de la tête et les sourcils rasés, etc. L'importance de ses installations des photographes contemporains comme Alain Flescher ou des plasticiens comme Christian Boltanski fait préfigurer son œuvre qui est souvent rapprochée du travail de Cindy Sherman (mise en scène de soi, déguisement...).
Son autobiographie par l'image fait une large place à l'identité de genre : Cahun privilégiait le genre neutre. « Toute création est création de soi », dit l'artiste, rebelle à toute identification et considérant que « les étiquettes sont méprisables ». Cahun joue avec son apparence grâce à son comportement, ses postures, ses habits, ses accessoires et ses cheveux. À travers ses œuvres, ne sont évoqués ni le genre féminin ni le genre masculin dictés par les codes vestimentaires du début du XXe siècle. Par ailleurs, son nom d’artiste « Claude » est à la fois un prénom masculin et féminin,.
Au-delà de sa propre personne, Cahun réalise quelques portraits de Suzanne Malherbe et de ses amis proches, Sylvia Beach, Henri Michaux, Robert Desnos, André Breton et Jacqueline Lamba.
Claude Cahun construit une œuvre discrète et sensible, peu connue de son temps. Ses poèmes visuels (Le Cœur de Pic, Aveux non avenus) constituent un travail très original, unique en son genre, dont la diffusion fut très restreinte.
Il faut attendre les travaux de Man Ray, une connaissance, et surtout de Bellmer pour que ce type d'ouvrage rencontre le public. Cahun ne connait vraiment la reconnaissance qu'à partir de 1992, 38 ans après sa mort.
C'est en partie volontairement que Claude Cahun se tient à l'écart tout en participant activement à des actions pour l'émancipation des mœurs, pour le progrès social ou la lutte antinazie. Son parcours artistique est surtout son précieux jardin secret, revendiqué comme son « aventure invisible ». Toutefois, une partie non négligeable de son œuvre a été perdue, notamment à la suite de son arrestation sur l'île de Jersey par la Gestapo en 1944.

### Son travail pour la revueInversions
Claude Cahun se bat pour les droits des personnes homosexuelles et lesbiennes et réclame la « liberté générale des mœurs ». Claude Cahun participe à la rédaction des revues Inversions, créée en novembre 1924, et Amitié, publiée en 1925.
Avant de travailler pour Inversions, Claude Cahun avait publié des textes dans les revues La Gerbe et Le Phare de la Loire. Ainsi, son expérience dans le monde de la presse va beaucoup aider les créateurs de la revue. Sa compagne, Marcel Moore, participe également à la création d’Inversions. Marcel Moore avait aussi travaillé dans le milieu journalistique. C’est elle qui s’occupait de la rubrique mode dans le journal Le Phare de la Loire.
Dans les deux revues, Claude Cahun écrit sous le pseudonyme Clarens et écrit, en tout, trois textes : un dans le quatrième numéro d’Inversions et deux autres dans l’unique numéro d’Amitié. Sa personne a eu beaucoup d’influence pour les deux revues. Son texte intitulé « Amitié », publié dans Inversion, est repris pour donner le titre de la revue Amitié. Dans cette dernière, Cahun publie des lettres de soutien, écrites pour soutenir les créateurs d’Inversions qui sont en procès.

### Œuvres
Extrait.

#### Livres
- Vues et visions, recueil de poèmes, Paris, Mercure de France, 1914 ; réédité en 1919 chez Georges Crès, avec des illustrations de Marcel Moore.
- Aveux non avenus, Éditions du Carrefour, Paris, 1930, 238 p, "illustré d'héliogravures composées par Moore d'après les projets de l'auteur". Préface de Pierre Mac Orlan (réédition : Mille et une Nuits, Paris, 2011, 253 p. Préface de Pierre Mac Orlan, postface de François Leperlier.  (ISBN 978-2-7555-0581-8))
- Les paris sont ouverts. Quel parti prenez-vous pour en finir avec l'exploitation de l'homme par l'homme avec votre propre dilemme : exploité exploiteur ? exploités exploiteurs jusque dans l'amour la poésie et la défense de la cause prolétarienne, José Corti, Paris, 1934, 32 p. Essai politique.
- Scrap-book, 1940-1945
- Héroïnes, 1920-1924, (édition : Mille et une nuits, 2006, 127 p. par François Leperlier.  (ISBN 978-2-84205-927-9))

#### Articles
- « La Salomé d'Oscar Wilde » et « Le Procès Billing et les 47 000 pervertis du Livre noir », dans le Mercure de France, no 481, 1er juillet 1918
- « Les Héroïnes », dans le Mercure de France, 1925 (réédition par François Leperlier, Mille et une nuits, Paris, 2006, 126 p.  (ISBN 2-8420-5927-1)
- « Prenez garde aux objets domestiques », dans les Cahiers d'art, 1936

#### Traductions
- Havelock Ellis, Études de psychologie sociale. I : La femme dans la société, Mercure de France, Paris, 1929, 284 p. (WORLDCAT )

#### Photographies
- série des Autoportraits : Claude Cahun s'est régulièrement photographiée à partir de 1915[28], sans perspective d'une publication d'ensemble. On peut citer 
  - l'autoportrait de 1919[29],
  - celui de 1926 (Institut Valencià d'Art Modern)
  - celui de 1928 (Jersey Heritage Collection)
  - celui de 1929, en costume de la pièce de théâtre Barbe-Bleue[30] (Musée des Beaux-Arts de Nantes)
- Aveux non avenus, 1930, photomontages en collaboration avec Suzanne Malherbe[10]
- Lise Deharme et Claude Cahun, Le Cœur de pic, José Corti, 1937. 32 poèmes pour les enfants illustrés de 20 photographies de Claude Cahun (réédition : MeMo, Nantes, 2004, 52 p. Fac-similé  (ISBN 2-910391-52-3))
- Poupée, 1936, série de photographies d'objets[31]
- Jacqueline Lamba, portrait, 1939[32]

#### Anthologies
- François Leperlier (éd.), Claude Cahun photographe, Nathan, coll. Photo Poche, Paris, 1999, non paginé (150 pages). Introduction de François Leperlier.  (ISBN 2-09-754136-4)
- François Leperlier (éd.), Claude Cahun, Écrits, Éditions Jean Michel Place, Paris, 2002, 786 p.  (ISBN 2-85893-616-1)

### Collections et Archives Claude Cahun
- Musée des beaux-arts de Nantes[33]
- Musée de Jersey, Archives, Jersey Heritage Trust[34]
- Bibliothèque municipale de Nantes [35],[36]

### Expositions
- Depuis 1992, de grands musées du monde entier (musée national d'art moderne de Paris, Institute of Contemporary Arts, Tate Modern de Londres, Grey Art Gallery de New York) ont consacré des rétrospectives à son œuvre[4].
- Son œuvre photographique est présentée au musée du Jeu de Paume de Paris, du 24 mai au 25 septembre 2011[37],[38].
- L'exposition Couples modernes, au Centre-Pompidou-Metz en 2018, présente des œuvres de Claude Cahun et de Marcel Moore[39].
- Le Kunsthal de Rotterdam propose en 2022 l'exposition Claude Cahun, Under the Skin, sur sa vie et son œuvre, donnant une large place au travail commun élaboré avec Marcel Moore[40].

## Hommages

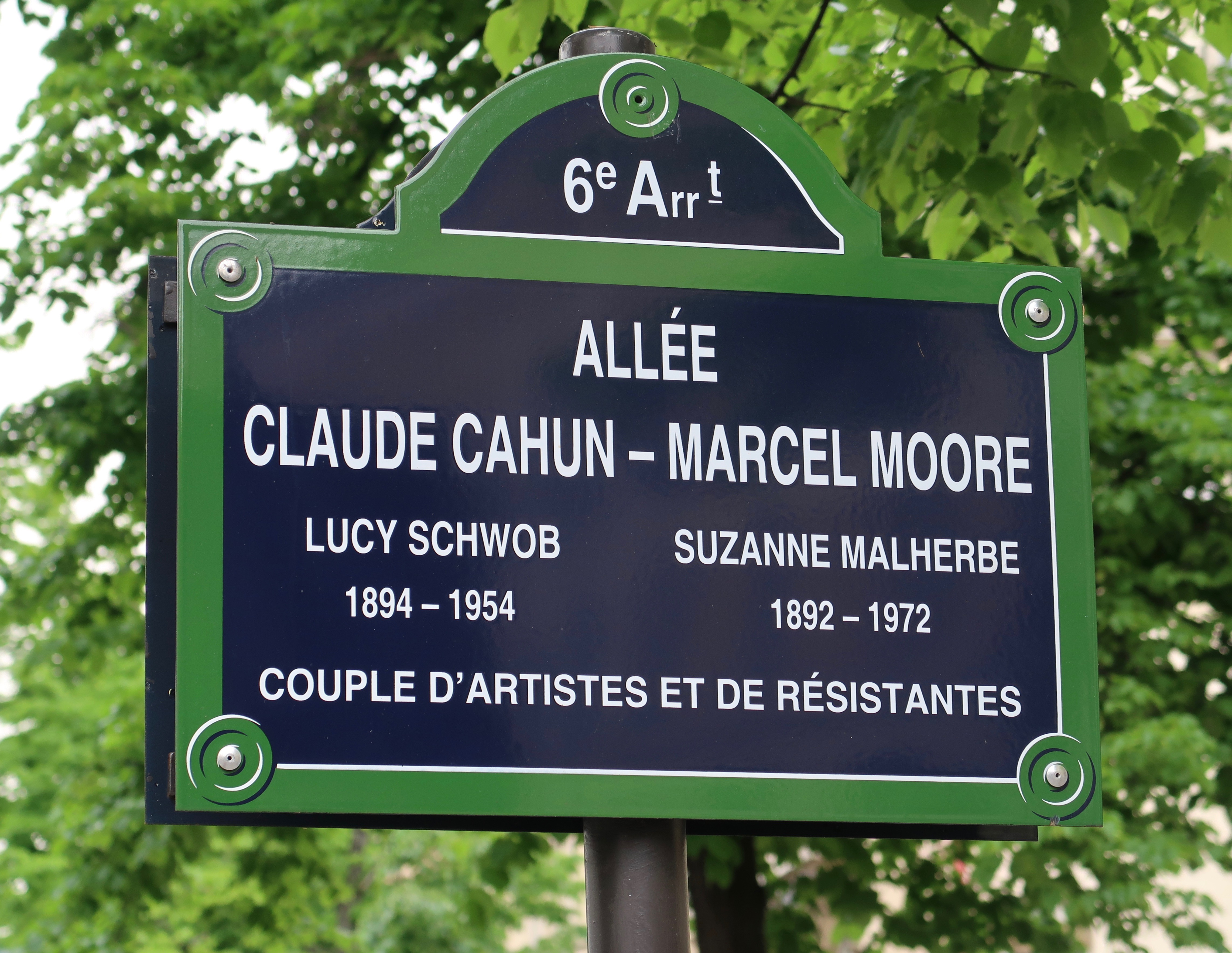
Allée Claude-Cahun-Marcel-Moore, dans le.

- Tombeau de Claude Cahun et Suzanne Malherbe à Jersey
- Allée Claude-Cahun à Nantes (quartier Bellevue - Chantenay - Sainte-Anne)
- Allée Claude Cahun - Marcel Moore à Paris[41](entre les quartiers de Saint-Germain-des-Prés et du Montparnasse, près de la rue Notre-Dame-des-Champs où vivait le couple). En 2018, sur proposition de Fadila Mehal et Julien Bargeton (groupe Démocrates et Progressistes), le Conseil de Paris adopte la dénomination d'une voie publique en hommage à Claude Cahun[42].
- Le 25 octobre 2021, pour célébrer son 127e anniversaire, un Google Doodle animé rend hommage à  Claude Cahun sur la page d'accueil de Google[43],[44].

#### Monographie
- [Leperlier 1992] François Leperlier, Claude Cahun. L'écart et la métamorphose, Paris, Jean-Michel Place, 1992, 314 p. [14].
- [Leperlier 2006] François Leperlier, Claude Cahun : l'exotisme intérieur, Paris, Fayard, 2006
- Anne Egger (préf. Richard Walter), Claude Cahun, l'antimuse, Brest, Les Hauts-Fonds, 2015 (ISBN 9782919171125)
- Laura Cottingham (en), Cherchez Claude Cahun, éditions Carobella ex-natura, Lyon, 2002, 60 p.  (ISBN 9782914791014)

#### Recueils d'article
- Andrea Oberhuber (dir.), Claude Cahun : contexte, posture, filiation. Pour une esthétique de l'entre-deux, Université de Montréal, département des littératures de langue française, collection « Paragraphes », Montréal, 2007.
- François Leperlier (dir.) Claude Chaun, un sujet intempestif, Europe, no 1056, avril 2017, p.182-268.

#### Autres ouvrages
- Georgiana M. M. Colvile, Scandaleusement d'elles : trente-quatre femmes surréalistes, J.-M. Place, 1999 (ISBN 2-85893-496-7 et 978-2-85893-496-6, OCLC 42974962, lire en ligne)
- Federica Muzarelli, Femmes photographes, émancipation et performance (1850-1940), éditions Hazan, 2009.  (ISBN 9782754103473)
- Rupert Thomson, Jamais d'autre que toi, éditions Actes Sud, 2019.  (ISBN 9782330128609)
- Pour une esthétique de l'émancipation de Isabelle Alfonsi

#### Articles
- Andrea Oberhuber, « Claude Cahun, Marcel Moore, Lise Deharme and the Surrealist Book », dans History of photography, Londres, 2007, vol. 31, no. 1, p. 40-56.
- Christy Wampole, « The Impudence of Claude Cahun », dans L'Esprit créateur, vol. 53, no. 1 (printemps 2013), p. 101-113.
- Joël Gayraud, « Lucy Schwob, rebelle », in Empreintes, n° 26, revue de la Galerie l'Usine, Paris, octobre 2015.

#### Catalogues d'exposition
- François Leperlier et Elisabeth Lebovici, Claude Cahun photographe, musée d'art moderne de la Ville de Paris, 1995, 169 p. Exposition de juin à septembre 1995.
- Juan Vicente Aliaga, Patrice Allain, Tirza Latimer et François Leperlier, Claude Cahun, Hazan/éditions du Jeu de Paume, Paris, 2011, 240 pp. Exposition de mai à septembre 2011.

### Audiovisuel
- Playing a Part: The Story of Claude Cahun, de Lizzie Thynne, Beta (UK), 2004, 45 min[45] Présenté au festival Films de femmes de Créteil en 2006. Certaines scènes de la vie de Claude Cahun sont dramatisées.
- Lover Other – The story of Claude Cahun et Marcel Moore de Barbara Hammer, 2006[46].
- Claude Cahun. Elle et Suzanne, film de Fabrice Maze, 2015.
- Claude Cahun et Marcel Moore : une résistance surréaliste, France Culture, 12 juin 2021[47].